# Megachile manyara
Megachile manyara är en biart som beskrevs av eardley, R. P. Urban och > 2006. Megachile manyara ingår i släktet tapetserarbin, och familjen buksamlarbin. Inga underarter finns listade i Catalogue of Life.